# Mickey Goldmill
Michael "Mickey" Goldmill (Burgess Meredith) byl smyšlený boxerský trenér a manažer ve filmu Rocky a jeho dvou pokračováních (Rocky II, III). V těchto třech dílech patří Mickey mezi hlavní a důležité postavy. Mickey stojí za Rockyho úspěchy. Mickey umře ve třetím díle na srdeční infarkt.

## Fiktivní životopis
Michael "Mickey" Goldmill se narodil 7. dubna 1905 v židovské rodině, o čemž svědčí jeho pohřeb ve filmu Rocky III, který se konal v synagoze. Mickey boxoval profesionálně od roku 1922 až do roku 1947. Nikdy se však tolik neproslavil. Přitom neboxoval špatně (bilance: 72 výher, 70 K. O., 1 prohra). Podle samotného Mickeyho bylo důvodem to, že neměl žádného manažera. Nějaký čas po jeho odchodu do důchodu (v roce 1948) si otevřel tělocvičnu ve Filadelfii a začal trénoval mladé nadané boxery.

## Rocky
Píše se rok 1975 a Rocky Balboa je druhořadý boxer, kterého Mickey přehlíží, protože si myslí, že promrhal svůj talent na box. Vše se má změnit když Apollo Creed vyhlašuje že se utká s místním boxerem. Namyšlený Apollo Creed si vybere Rockyho, který chce udělat něco se svým životem a výzvu přijímá. Rocky přesvědčuje Mickeyho aby ho trénoval. Mickey přijímá a začíná Rockyho trénovat. Ten vydrží s Apollem boxovat celých 15 kol, což se nikomu před ním nepovedlo. Nakonec ale smolně zápas prohrává na body.

## Rocky 2
Příběh začíná v nemocnici po prvním souboji, kde rozčílený Apollo vyžaduje po Rockym opakování zápasu. Ten odmítá. Jelikož Rocky nemůže zavadit o práci je nucen pracovat u Mickeyho v jeho tělocvičně, kde sbírá ručníky, uklízí tělocvičnu atd… . Mezitím Apollo dostává velké množství negativních dopisů a proto pošpiní Rockyho v médiích pod záminkou aby ho dostal do ringu ten však slíbil své ženě, že již boxovat nebude a tak opět odmítá. Mickey se ho snaží vyburcovat a nakonec Rocky svolí a začíná trénink. Bohužel ale jeho těhotná žena Adrian upadá do kómatu a tak Rocky s tréninkem přestává, když se však jeho žena probudí a požádá Rockyho, aby vyhrál začíná Rocky s tréninkem od znovu. Mickey dokázal dostat Rockyho do skvělé formy. Nejen že Rocky vydrží 15 kol, také poráží Apolla v posledním kole K.O.

## Rocky 3
Rocky je novým šampiónem, užívá si peněz a slávy. Neustále boxuje a jeho hvězda stoupá ale jen Mickey ví že boxeři s který Rocky boxoval nepatří mezi ty nejlepší.
Všechny Rockyho zápasy sleduje Clubber" Lang (Mr.T) který silně trénuje aby Rockyho porazil. To že je Clubber" Lang surovec Mickey ví a tak když Clubber" Lang vyzve Rockyho k zápasu, Mickey mu boxování nedoporučuje. Ale Rocky nakonec Mickeyho přemluví.
Rocky bere od začátku svůj trénink na lehkou váhu a v hale kde trénuje je velké množství novinářů a fanoušku, proto Mickey není zrovna spokojený, pořád se pokouší přemluvit Rockyho aby se vrátily do staré tělocvičny, to se mu nepovede.
Před začátkem zápasu se Rockyho tým zaplete do potyčky, oba jsou od sebe odtrženi ale Mickey upadá a dostává srdeční infarkt. Rocky chce zápas ukončit, Mickey mu však řekne aby Clubbera Langa porazil a tak jde Rocky do ringu. Bez pomoci Mickeyho je však Rocky jako tělo bez duše a po druhém kole je poražen. Rocky se vrací do šatny v momentu když Mickey umírá a je z toho zklíčený, protože Mickey měl na Rockyho velký vliv a byl to jeden z nejlepších Rockyho přátel. Mickeyho pohřeb se konál v synagoze.

## Rocky 4, 5 a Rocky Balboa
Rocky si při soubojích většinou na Mickeyho vzpomíná. A párkrát si ho připomene.